# Les Gardiens du Globe
Les Gardiens du Globe sont une équipe de super-héros du comic Invincible.
Les Gardiens du Globe apparaissent dans le deuxième tome des aventures d'Invincible - Au nom du père. Très similaire à la JLA de DC Comics, l'équipe des gardiens est composée des plus grands super-héros de la Terre. Ils disposent depuis 2010 de leur propre série.

## L'équipe originale
Les Gardiens du Globe étaient une équipe super-héroïque privée, financée par deux de ses membres, War Woman et Darkwing. En plus de ces deux derniers, elle était composée de l'Immortel, Red Rush, Aquarus, l'Homme martien (Martian Man en VO) et Green Ghost. L'équipe comprenait également Black Samson jusqu'à ce que celui-ci perde ses pouvoirs.
Son apparition n'est que de courte durée puisque très rapidement, les sept Gardiens sont assassinés par Omni-Man. Seul survivant, Black Samson intégrera la nouvelle équipe formée par Robot (ne faisant plus partie de l'équipe originale, il était absent lors du massacre).
L'Immortel sera ramené à la vie par les frères Mauler, voulant savoir pourquoi Omni-Man les a tués ; il engagera alors un combat dans les airs avec Omni-Man mais sera de nouveau défait et tué, avant d'être de nouveau ressuscité.

## La nouvelle équipe
Les Gardiens du Globe morts, le Gouvernement des États-Unis reprit alors l'équipe en main pour en faire une équipe gouvernementale. Robot, qui aurait dû rejoindre la première équipe, se voit confier la tête ainsi que le recrutement de cette nouvelle équipe de Gardiens. Son seul contact avec le Gouvernement est un certain Donald, chargé de la liaison entre le dit gouvernement et les super-humains.
Robot proposera à Mark (Invincible) d'en faire partie, mais ce dernier refusera. Il recrutera alors deux de ses anciens équipiers de l'Équipe J, Dupli-Kate et Rex Splode, ainsi que le seul survivant des anciens Gardiens du Globe, Black Samson, muni désormais d'une armure lui permettant de retrouver ses pouvoirs. S'ajoutent à l'équipe deux nouvelles têtes : Le Rétrécisseur, dont le nom évoque à lui seul ses pouvoirs, et Monster Girl, une femme étant capable de se transformer en véritable monstre.
Même s'ils n'en font pas partie, Atomic Eve et Invincible joindront souvent leurs forces à l'équipe des Gardiens.
Bien que ce soit une bonne équipe, ces nouveaux Gardiens du Globe ne sont pas aussi efficaces que leurs prédécesseurs, et même s'ils ont vite progressé, Donald leur reprochera leur "lenteur" et adjoindra Pare-Balles à l'équipe. De plus, L'Immortel se verra, dans le même temps, rejoindre l'équipe en tant que consultant puis, après le fiasco de la tentative d'invasion extra-terrestre, il sera mis à la tête de l'équipe par Cecil Stedman.

### Robot
Ancien leader de l'équipe J, il est tout d'abord contacté par la première équipe des Gardiens pour faire partie de l'équipe à l'essai. Mais avec l'assassinat des Gardiens par Omni-Man, il sera propulsé par Cecil Stedman en tant que leader des nouveaux Gardiens.
Par la suite, au vu des piètres résultats de l'équipe, il sera rétrogradé et remplacé par L'Immortel.

### Black Samson
Il était considéré comme le plus faible des anciens Gardiens. Ayant perdu ses pouvoirs pour une raison qui nous est inconnue, il ne fera plus partie de l'équipe lors de l'attaque d'Omni-Man. Art Rosenbaum lui confectionnera un nouveau costume lui permettant de retrouver ses pouvoirs.
Il sera recruté par Robot lors des "sélections" organisées pour constituer la nouvelle équipe des Gardiens du Globe. C'est après avoir été hospitalisé à la suite de graves blessures occasionnées par Thokk, que ses pouvoirs reviendront pour accélérer sa convalescence. Il n'aura alors plus besoin de son costume.

### Dupli-Kate
Comme son nom l'indique, elle peut se dupliquer, à priori à l'infini. Tous ses "clones" portent un numéro pour les distinguer de l'originale qui porte logiquement le numéro 1. Tout comme Robot et Rex Splode, elle appartenait à l'équipe J puis a intégré les Gardiens à l'occasion du test de recrutement mené par Robot.

### Le Rétrécisseur
Un super-héros pouvant modifier sa taille grâce à un "rayon rétrécisseur". En devenant très petit, il arrive à échapper au regard de ses ennemis, et peut entrer dans leurs oreilles pour perturber leur équilibre ou provoquer des dégâts. Il sera recruté par Robot lors des sélections organisées pour constituer la nouvelle équipe des Gardiens du Globe.
Ce personnage a changé de sexe entre le comics et la série animée. Sur papier, c'est un homme et en animation, une femme.

### Monster Girl
Véritable malédiction, les pouvoirs de Monster Girl lui permettent de se transformer en "monstre". Elle devient gigantesque, super-forte et invulnérable. Néanmoins lorsqu'elle obtint ses pouvoirs à l'âge de 16 ans ce fut pour elle le début d'une lente dégradation génétique. En effet, plus elle se transforme, plus le "monstre" grandit mais plus elle rajeunit. Au moment où elle apparait dans l'histoire, elle possède un corps de 12 ans mais a, en réalité, 29 ans.
Pour supporter cet effet secondaire, elle décide de vivre de manière "normale" en fumant, buvant et draguant ouvertement ce qui, du point de vue de l'image est assez gênant pour les Gardiens.
Robot l'aidera et trouvera de multiples manières de l'empêcher d'avoir recours à ses pouvoirs jusqu'au numéro 58 où il découvre enfin d'où vient le problème : à chaque fois qu'elle se transforme, son corps se détruit cellule par cellule pour former le "monstre". Quand elle reprend sa forme humaine, ses cellules reconstruisent son corps de manière erronée, avec un manque, ce qui provoque son rajeunissement. Pour pallier cela, Robot a donc créé une ceinture qui permet aux cellules de se reconstruire correctement.

### Rex Splode
Ancien membre de l'Équipe J, il intègre les Gardiens du Globe lors du test de recrutement mené par Robot à la suite de la mort des membres originaux.
Rex à le pouvoir charger en énergie potentielle tout ce qu'il touche pour créer des explosifs. Irrévérencieux et pénible, il est initialement en couple avec Atom Eve, mais celle-ci le quittera après qu'il l'ai trompé avec Dupli-Kate. Après la trahison d'Omni-Man, il montre enfin une certaine maturité, et se rapproche de l'équipe. Finalement, Rex se sacrifiera pour tuer une version hostile d'Invincible issue d'une dimension alternative.

### Pare-Balles
Initialement refusé dans des Gardiens du Globe, Pare-Balles a ensuite rejoint l'équipe et est actuellement membre.

### L'Immortel
Comme l'indique son nom, l'Immortel est immortel. Plus précisément, une fois mort il peut revenir à la vie s'il est "soigné". Ancien membre des premiers Gardiens du Globe, il sera tué comme les autres par Omni-Man. Mais, il sera ramené à la vie par les frères Mauler qui pensaient pouvoir le contrôler. Lors de son réveil, il entra dans une rage monstre et alla s'attaquer directement à Omni-Man. C'est ainsi que sera mis à jour la vérité sur Omni-Man. L'Immortel sera néanmoins tué une seconde fois.
Ramené une nouvelle fois à la vie par le gouvernement, il intègrera alors la nouvelle équipe des Gardiens, tout d'abord en tant que consultant après les résultats moyens de Robot à sa tête... puis, après la tentative d'invasion extra-terrestre, il prendra la tête de l'équipe.
Il n'a jamais trop apprécié Omni-Man et se méfiait déjà de lui avant sa trahison. Depuis, il fait preuve également d'un grand scepticisme quant à la loyauté d'Invincible. Il épouse Dupli-Kate puis prend sa retraite.